# Jeanne de Tallenay
Jeanne de Tallenay comtesse Van Bruyssel, née Jenny-Jacques de Tallenay (et dite aussi Eugénie) à Weimar en 1869 et morte en 1920, est une poétesse et romancière belge d'origine franco-russe.
Elle a écrit sous le nom de plume Trévilliers.

## Biographie
Jeanne de Tallenay naît à Weimar en 1869, de l'union à Besançon en 1861 du marquis Henri de Tallenay et d'Olga Illyne, fille d'un général russe,.
Âgée de 17 ans, elle épouse à Caracas Ernest Van Bruyssel, chargé d’affaires de Belgique au Venezuela, et acquiert, de ce fait, la nationalité belge.
Avant de se mettre à écrire, elle commence par traduire des vers d'Heinrich Heine et de Lamartine.
Elle tient un salon littéraire à Bruxelles à l'époque de la Renaissance des lettres belges et entretien un correspondance avec la plupart des écrivains de son époque : Camille Lemonnier, Edmond Picard, Louis Bertrand. Elle collabore à la Jeune Belgique, à Durendal, à l'Art moderne, et est, pendant plusieurs années, correspondante du Figaro pour lequel elle écrit des chroniques sur la vie mondaine à Bruxelles sous le pseudonyme de Trévilliers.
Attirée par le spiritisme et l'occultisme, elle est très liée au Sar Peladan auquel son recueil de nouvelles Treize Douleurs est d'ailleurs dédié.

## Œuvres
- Jenny de Tallenay, Souvenirs du Vénézuela, Paris, E. Plon, 1884, 325 p. (BNF 31430309)
- Jeanne de Tallenay, L'Invisible, sensations de l'au-delà, Bruxelles, P. Lacomblez (1re éd. 1892), 364 p. (BNF 31430307) réédité aux Éditions Névrosée, Bruxelles, 2019, 280 p.
- Jeanne de Tallenay, Treize Douleurs, Paris, P. Ollendorff, 1895, 292 p. (BNF 31430310)
- Jeanne de Tallenay, Au sanatorium, Bruxelles, impr. Vve F. Larcier, 1896, 110 p. (BNF 36570083)
- Jeanne de Tallenay, Le Réveil de l'âme, visions à l'abbaye de Villers, Paris, P. Ollendorff, 1898, 511 p. (BNF 31430308)
- Jeanne de Tallenay, Viva Perpétua, Paris, A. Lemerre, 1905, 417 p. (BNF 31430311)